# アスミル・アヴドゥキッチ
アスミル・アヴドゥキッチ（Asmir Avdukić 、1981年5月13日 - ）は、ユーゴスラヴィア（現ボスニア・ヘルツェゴビナ）・ブレザ出身の元プロサッカー選手、サッカー指導者。元サッカーボスニア・ヘルツェゴビナ代表。現役時代のポジションはGK。

## 経歴

### クラブ
NKチェリク・ゼニツァでプロキャリアをスタート。4シーズンに渡ってゴールマウスを護り、108試合に出場した。
2006年2月、クロアチアのNKカメン・イングラードに移籍。2007年1月、ボスニアに戻りNKトラヴニクに移籍。2007年7月、FKスロボダ・トゥズラにフリーで加入。2008年1月、FKラドニク・ビイェリナに移籍。2009年7月、FKルダル・プリイェドルに移籍。
2010年7月、フリーでFKボラツ・バニャ・ルカに加入。 2012年2月、イランのペルセポリスFCに約9万7000ユーロで移籍。数ヵ月後、ペルセポリスと契約を解除し、再びボラツ・バニャ・ルカに戻った。2015年の夏、ラドニク・ビイェリナに移籍。2016年7月、ボラツ・バニャ・ルカに3度目の加入。

### 代表
ユース年代からボスニア・ヘルツェゴビナ代表に選ばれている。2004年4月28日にフィンランド代表との試合でフル代表デビューを果たした。この試合の後、2010年11月17日にサフェト・スシッチ監督がスロバキア代表のフレンドリーマッチに招集するまで代表に呼ばれなかった。 
2014年には代表の一員としてブラジルでのワールドカップに参加したが、出場機会は与えられなかった。

## 代表歴

### 出場大会
- ボスニア・ヘルツェゴビナ代表
  - 2014 FIFAワールドカップ

### 試合数
- 国際Aマッチ 3試合 0得点（2004年-2013年）[5]

| ボスニア・ヘルツェゴビナ代表 | 国際Aマッチ | 国際Aマッチ |
| 年                           | 出場        | 得点        |
| ---------------------------- | ----------- | ----------- |
| 2004                         | 1           | 0           |
| 2005                         | 0           | 0           |
| 2006                         | 0           | 0           |
| 2007                         | 0           | 0           |
| 2008                         | 0           | 0           |
| 2009                         | 0           | 0           |
| 2010                         | 1           | 0           |
| 2011                         | 0           | 0           |
| 2012                         | 0           | 0           |
| 2013                         | 1           | 0           |
| 通算                         | 3           | 0           |